# V.C. Ravn
Vilhelm Carl Ravn (født 19. september 1838 i Helsingør, død 17. maj 1905 i København) var en dansk musikhistoriker, uddannet jurist med embede som vicepolitidirektør.
Ravn blev student 1857, cand.jur. 1865, hvorefter han 1871 blev ansat under det københavnske politis administration og 1887 udnævnt til vicepolitidirektør. Ved siden af sin embedsvirksomhed drev han meget omfattende musikhistoriske studier og har fortjenesten af først at have oparbejdet den danske musikhistorie efter videnskabelig metode – for en stor del efter utrykte kilder – og ved sine undersøgelser at have draget højst interessante og betydningsfulde episoder frem.
Hans afhandlinger findes – desværre kun spredte – i forskellige periodiske skrifter (For Idé og Virkelighed, Nær og Fjern, Nationaltidende) samt endelig på mere tilgængelige steder i de publikationer, Samfundet til Udgivelse af Dansk Musik har udgivet. Til Mendel-Reissmanns store tyske musikleksikon har han skrevet en interessant og udførlig artikel "Skandinavisk Musik", og Musikforeningen har som første del af sit festskrift udgivet hans Koncerter og musikalske selskaber i ældre Tid (1886), hans største værk i bogform.
Han blev 28. juli 1894 Ridder af Dannebrog og 7. april 1903 Dannebrogsmand.
Ravn er begravet på Assistens Kirkegård.